# 大韓民國鐵路公司列表
本目錄列出現時在大韩民国的所有鐵道企業及其擁有之鐵路。

## 公共企業
- 光州广域市都市铁道公社：光州都市鐵道
- 大邱交通公社：大邱都市鐵道1、2、3號線
- 大田交通公社：大田都市鐵道
- 釜山交通公社：釜山都市鐵道1、2、3、4號線
- 首尔交通公社：首尔地下铁1、2、3、4、5、6、7、8號線
- 仁川交通公社：仁川都市鐵道1、2號線
- 韓國鐵道公社：大部份的載客及載貨鐵道，首都圈電鐵 1、3、4號線

## 民間企業
- 釜山－金海輕電鐵：釜山—金海轻电铁
- 首尔市地铁9号线：首爾地鐵9號線
- 新盆唐線：新盆唐線
- 龍仁輕量電鐵：龍仁輕量電鐵
- 機場鐵道（공항철도）：仁川國際機場鐵道